# 24 Heures du Mans 1953
Navigation
Édition précédente Édition suivante
Les 24 Heures du Mans 1953 sont la 21e édition de l'épreuve et se déroulent les 13 et 14 juin 1953 sur le circuit de la Sarthe. Cette course est la troisième manche du Championnat du monde des voitures de sport 1953 (WSC - World Sportscar Championship).

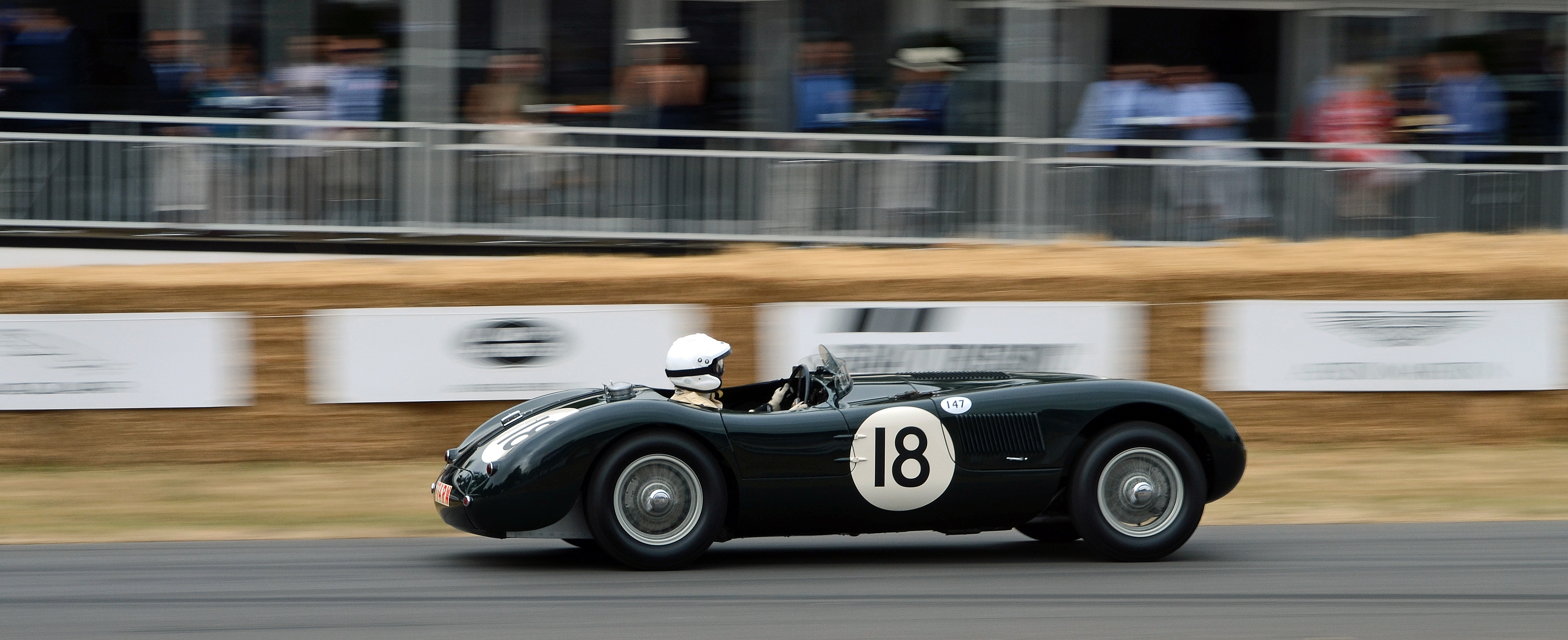
La Jaguar Type C victorieuse de l'édition 1953 (présentée ici à Goodwood en 2018).

## Nombre de pilotes qualifiés pour la course
120 pilotes sont sur la grille de départ de cette édition 1953.
| Français 49 | Britanniques 26 | Américains 14 | Italiens 14 | Allemands 8 | Argentins 4 | Belges 3 | Monégasque 1 | Néerlandais 1 |

## Classement final de la course
| Pos.  | Catégorie | no | Écurie                           | Pilotes                                  | Châssis                           | Moteur                          | Pneus | Tours |
| ----- | --------- | -- | -------------------------------- | ---------------------------------------- | --------------------------------- | ------------------------------- | ----- | ----- |
| 1     | S 5.0     | 18 | Jaguar Cars Ltd.                 | Tony Rolt Duncan Hamilton                | Jaguar C-Type                     | Jaguar 3.4L I6                  | D     | 304   |
| 2     | S 5.0     | 17 | Jaguar Cars Ltd.                 | Stirling Moss Peter Walker               | Jaguar C-Type                     | Jaguar 3.4L I6                  | D     | 300   |
| 3     | S 8.0     | 2  | Briggs Cunningham                | Phil Walters John Fitch                  | Cunningham C5-R                   | Chrysler 5.5L V8                | F     | 299   |
| 4     | S 5.0     | 19 | Jaguar Cars Ltd.                 | Peter Whitehead Ian Stewart              | Jaguar C-Type                     | Jaguar 3.4L I6                  | D     | 297   |
| 5     | S 5.0     | 15 | Scuderia Ferrari                 | Paolo Marzotto Giannino Marzotto         | Ferrari 340MM Berlinetta          | Ferrari 4.1L V12                | P     | 294   |
| 6     | S 3.0     | 35 | Automobiles Gordini              | Maurice Trintignant Harry Schell         | Gordini T24S                      | Gordini 2.5L I6                 | E     | 293   |
| 7     | S 8.0     | 1  | Briggs Cunningham                | Briggs Cunningham William Spear          | Cunningham C4-R                   | Chrysler 5.5L V8                | F     | 290   |
| 8     | S 5.0     | 7  | Automobiles Talbot-Darracq S.A.  | Pierre Levegh Charles Pozzi              | Talbot-Lago T26 GS                | Talbot-Lago 4.5L I6             | D     | 276   |
| 9     | S 5.0     | 20 | Écurie Francorchamps             | Roger Laurent Charles de Tornaco         | Jaguar C-Type                     | Jaguar 3.4L I6                  | E     | 275   |
| 10    | S 8.0     | 3  | Briggs Cunningham                | Charles Moran John Gordon Bennett        | Cunningham C4-RK                  | Chrysler 5.5L V8                | F     | 269   |
| 11    | S 5.0     | 11 | Nash-Healey Inc.                 | Leslie Johnson Bert Hadley               | Nash-Healey Sport                 | Nash 4.1L I6                    | D     | 265   |
| 12    | S 3.0     | 34 | Donald Healey Motor Company      | Johnny Lockett Maurice Gatsonides        | Austin-Healey 100                 | BMC 2.7L I4                     | D     | 257   |
| 13    | S 2.0     | 39 | Automobiles Frazer Nash Ltd.     | Ken Wharton Laurence Mitchell            | Frazer Nash Le Mans Touring Coupe | Bristol 2.0L I6                 | D     | 253   |
| 14    | S 3.0     | 33 | Donald Healey Motor Company      | Marcel Becquart Gordon Wilkins           | Austin-Healey 100                 | BMC 2.7L I4                     | D     | 252   |
| 15    | S 1.5     | 45 | Porsche KG                       | Richard von Frankenberg Paul Frère       | Porsche 550 Coupé                 | Porsche 1.5L Flat-4             | D     | 247   |
| 16    | S 1.5     | 44 | Porsche KG                       | Helm Glöckler Hans Herrmann              | Porsche 550 Coupé                 | Porsche 1.5L Flat-4             | D     | 247   |
| 17    | S 750     | 57 | Automobiles Deutsch-Bonnet       | René Bonnet André Moynet                 | DB HBR                            | Panhard 0.7L Flat-2             | D     | 237   |
| 18    | S 1.1     | 48 | Automobili O.S.C.A.              | Dr. Mario Damonte Pierre Louis-Dreyfus   | O.S.C.A. MT-4 1100 Coupé          | O.S.C.A. 1.1L I4                | P     | 232   |
| 19    | S 750     | 58 | Automobiles Deutsch-Bonnet       | Marc Gignoux Marc Azéma                  | DB HBR                            | Panhard 0.7L Flat-2             | D     | 231   |
| 20    | S 1.1     | 50 | Automobiles Panhard et Levassor  | Charles Plantivaux Guy Lapchin           | Panhard X89                       | Panhard 0.9L Flat-2             | D     | 227   |
| 21    | S 750     | 61 | Automobiles Panhard et Levassor  | Pierre Chancel Robert Chancel            | Panhard X88                       | Panhard 0.6L Flat-2             | D     | 223   |
| 22    | S 1.1     | 51 | Automobiles Panhard et Levassor  | Raymond Stempert Georges Schwartz        | Panhard X87                       | Panhard 0.9L Flat-2             | D     | 218   |
| 23    | S 750     | 53 | R.N.U. Renault                   | Jean-Louis Rosier Robert Schollemann     | Renault 4CV                       | Renault 0.7L I4                 | D     | 218   |
| 24    | S 750     | 60 | Automobiles Panhard et Levassor  | Jean Hémard Jean de Montrémy             | Panhard Monopole X85              | Panhard 0.6L Flat-2             | D     | 212   |
| 25    | S 750     | 56 | Just-Émile Vernet / Jean Pairard | Just-Émile Vernet Jean Pairard           | VP 166R coupé                     | Renault 0.7L I4                 | D     | 183   |
| N. c. | S 3.0     | 66 | Alexis Constantin                | Alexandre Constantin Michel Aunaud       | Peugeot 203 Constantin            | Peugeot 1.3L Compresseur I4     | D     | 200   |
| Abd.  | S 5.0     | 12 | Scuderia Ferrari                 | Alberto Ascari Luigi Villoresi           | Ferrari 340MM                     | Ferrari 4.5L V12                | P     | 229   |
| Abd.  | S 1.5     | 41 | Borgward GmbH                    | Jacques Poch Edmond Mouche               | Borgward-Hansa 1500 Rennsport     | Borgward 1.5L I4                | C     | 228   |
| Abd.  | S 8.0     | 63 | Scuderia Lancia                  | Clemente Biondetti José Froilán González | Lancia D.20                       | Lancia 2.7L Compresseur V6      | P     | 213   |
| Abd.  | S 3.0     | 27 | Aston Martin Ltd.                | Eric Thompson Dennis Poore               | Aston Martin DB3S                 | Aston Martin 2.9L I6            | A     | 182   |
| Abd.  | S 5.0     | 16 | Luigi Chinetti                   | Luigi Chinetti Tom Cole Jr.              | Ferrari 340MM Vignale S           | Ferrari 4.1L V12                | P     | 175   |
| Abd.  | S 8.0     | 31 | Scuderia Lancia                  | Robert Manzon Louis Chiron               | Lancia D.20                       | Lancia 2.7L Compresseur V6      | P     | 174   |
| Abd.  | S 1.1     | 49 | Porsche KG                       | Auguste Veuillet Peter Max Müller        | Porsche 356                       | Porsche 1.1L Flat-4             | D     | 147   |
| Abd.  | S 2.0     | 40 | Automobiles Frazer Nash Ltd.     | Bob Gerard David Clark                   | Frazer Nash Le Mans MkII Coupé    | Bristol 2.0L I6                 | D     | 135   |
| Abd.  | S 5.0     | 23 | SpA Alfa Romeo                   | Karl Kling Fritz Riess                   | Alfa Romeo 6C/3000 CM             | Alfa Romeo 3.5L I6              | P     | 133   |
| Abd.  | S 5.0     | 21 | SpA Alfa Romeo                   | Consalvo Sanesi Piero Carini             | Alfa Romeo 6C/3000 CM             | Alfa Romeo 3.5L I6              | P     | 125   |
| Abd.  | S 5.0     | 9  | Automobiles Talbot-Darracq S.A.  | Guy Mairesse Georges Grignard            | Talbot-Lago T26 GS                | Talbot-Lago 4.5L I6             | D     | 120   |
| Abd.  | S 8.0     | 30 | Scuderia Lancia                  | Piero Taruffi Umberto Maglioli           | Lancia D.20                       | Lancia 2.7L Compresseur V6      | P     | 117   |
| Abd.  | S 1.1     | 46 | Gonzague Olivier                 | Gonzague Olivier Eugène Martin           | Porsche 356                       | Porsche 1.1L Flat-4             | E     | 115   |
| Abd.  | S 750     | 55 | Jacques Lecat                    | Jacques Lecat Henri Senfftleben          | Renault 4CV                       | Renault 0.7L I4                 | D     | 84    |
| Abd.  | S 3.0     | 36 | Automobiles Gordini              | Roberto Mières Jean Behra                | Gordini T15S                      | Gordini 2.3L I6                 | E     | 84    |
| Abd.  | S 1.5     | 47 | Rees T. Makins                   | Fred Wacker Jr. Phil Hill                | O.S.C.A. MT-4 1300                | O.S.C.A. 1.3L I4                | P     | 80    |
| Abd.  | S 3.0     | 26 | Aston Martin Ltd.                | George Abecassis Roy Salvadori           | Aston Martin DB3S                 | Aston Martin 2.9L I6            | A     | 74    |
| Abd.  | S 2.0     | 38 | Bristol Aeroplane Company        | Tommy Wisdom Jack Fairman                | Bristol 450 Coupé                 | Bristol 2.0L I6                 | D     | 70    |
| Abd.  | S 8.0     | 32 | Scuderia Lancia                  | Felice Bonetto Luigi Valenzano           | Lancia D.20                       | Lancia 2.7L Compresseur V6      | P     | 66    |
| Abd.  | S 8.0     | 5  | Allard Motor Company             | Zora Arkus-Duntov (en) Ray Merrick       | Allard J2R                        | Cadillac 5.4L V8                | D     | 65    |
| Abd.  | S 1.5     | 67 | Capt. Marceau Crespin            | André Guelfi Roger Loyer                 | Gordini T15S                      | Gordini 1.5L I4                 | E     | 40    |
| Abd.  | S 5.0     | 8  | Automobiles Talbot-Darracq S.A.  | Élie Bayol Louis Rosier                  | Talbot-Lago T26 GS                | Talbot-Lago 4.5L I6             | D     | 37    |
| Abd.  | S 750     | 54 | R.N.U. Renault                   | Louis Pons Jean Rédélé                   | Renault 4CV                       | Renault 0.7L I4                 | D     | 35    |
| Abd.  | S 2.0     | 37 | Bristol Aeroplane Company        | Lance Macklin Graham Whitehead           | Bristol 450 Coupé                 | Bristol 2.0L I6                 | D     | 29    |
| Abd.  | S 1.5     | 42 | Borgward GmbH                    | Hans-Hugo Hartmann Adolf Brudes          | Borgward-Hansa 1500 Rennsport     | Borgward 1.5L I4                | C     | 29    |
| Abd.  | S +8.0    | 6  | André Chambas                    | Charles de Cortanze André Chambas        | Talbot-Lago T26 GS                | Talbot-Lago 4.5L Compresseur I6 | D     | 24    |
| Abd.  | S 5.0     | 22 | SpA Alfa Romeo                   | Juan Manuel Fangio Onofre Marimón        | Alfa Romeo 6C/3000 CM             | Alfa Romeo 3.5L I6              | P     | 22    |
| Abd.  | S 25      | 25 | Aston Martin Ltd.                | Reg Parnell Peter Collins                | Aston Martin DB3S                 | Aston Martin 2.9L I6            | A     | 16    |
| Abd.  | S 750     | 52 | R.N.U. Renault                   | Yves Lesur André Briat                   | Renault 4CV                       | Renault 0.7L I4                 | D     | 14    |
| Abd.  | S 5.0     | 14 | Scuderia Ferrari                 | Giuseppe Farina Mike Hawthorn            | Ferrari 340MM Coupé               | Ferrari 4.1L V12                | P     | 12    |
| Abd.  | S 5.0     | 10 | Nash-Healey Inc.                 | Pierre Veyron Yves Giraud-Cabantous      | Nash-Healey Sports                | Nash 4.1L I6                    | D     | 9     |
| Abd.  | S 750     | 59 | Ets. Monopole                    | Eugéne Dussous Pierre Flahaut            | Panhard Monopole X84              | Panhard 0.6L Flat-2             | D     | 9     |
| Abd.  | S 2.0     | 62 | Ets. Fiat Degrada                | Don Giovanni Lurani Norbert Jean Mahé    | Fiat 8V                           | Fiat 2.0L V8                    | P     | 8     |
| Abd.  | S 8.0     | 4  | Allard Motor Company             | Sydney Allard Philip Fotheringham-Parker | Allard J2R                        | Cadillac 5.4L V8                | D     | 4     |

Détail :
- La Peugeot 203 Constantin no 66 n'a pas été classée pour distance parcourue insuffisante (moins de 70 % de la distance parcourue par le 1er de l'épreuve).

Note :
- Dans la colonne Pneus[1] apparaît l'initiale du fournisseur, il suffit de placer le pointeur au-dessus du modèle pour connaître le manufacturier de pneumatiques. Les pneus Avon (A) sont depuis devenus propriété de Cooper Tire & Rubber Company.

## Record du tour
- Meilleur tour en course :  Alberto Ascari (no 12 Ferrari 375 MM, Scuderia Ferrari) en 4 min 27 s 4 (181,642 km/h).

## Prix et trophée
- Prix de la Performance :  Automobiles Panhard et Levassor (no 61, Panhard X88)
- 19e Coupe Biennale :  Automobiles Panhard et Levassor (no 61, Panhard X88)

## Heures en tête
Voitures figurant en tête de l'épreuve à la fin de chaque heure de course :
| n° | Voiture                  | Écurie           | Pilotes                        | Heures           | Total     |
| -- | ------------------------ | ---------------- | ------------------------------ | ---------------- | --------- |
| 17 | Jaguar C-Type            | Jaguar Cars Ltd. | Stirling Moss Peter Walker     | 1re              | 1 heure   |
| 18 | Jaguar C-Type            | Jaguar Cars Ltd. | Tony Rolt Duncan Hamilton      | 2e à 6e 8e à 24e | 22 heures |
| 12 | Ferrari 340MM Berlinetta | Scuderia Ferrari | Alberto Ascari Luigi Villoresi | 7e               | 1 heure   |

## À noter
- Longueur du circuit : 13,492 km
- Nombres de tours du vainqueur : 304 tours
- Distance parcourue par le vainqueur : 4 088,064 km
- Vitesse moyenne du vainqueur : 170,336 km/h
- Écart avec le 2e : 46,870 km
- Le pilote américain Tom Cole est victime d'un accident mortel le dimanche peu après 6 heures (au début de la quinzième heure de course), dans les S de Maison Blanche : en voulant éviter une voiture plus lente, il perd le contrôle de sa Ferrari, dont il est éjecté[3].

### Filmographie
- Les 24 heures du Mans en 1953 filmées par Charles Huchet, à voir sur le site de la Cinémathèque de Bretagne